# 1801 w sztukach plastycznych
Wydarzenia w sztukach plastycznych i wizualnych w 1801 roku.

## Malarstwo
- Francisco Goya

Manuel Godoy jako książę Pokoju – olej na płótnie, 180 × 267 cm

## Urodzeni
- 1 lutego – Thomas Cole (zm. 1848), amerykański malarz i poeta
- 11 maja - Henri Labrouste (zm. 1875), francuski architekt

## Zmarli
- 7 lutego – Daniel Chodowiecki (ur. 1726), polsko-niemiecki malarz i rysownik
- 3 marca – Michael Angelo Rooker (ur. 1746), angielski malarz, grafik, ilustrator i scenograf
- 28 czerwca – Francis Wheatley (ur. 1747), angielski malarz
- 16 sierpnia – Ralph Earl (ur. 1751), amerykański malarz
- 15 listopada – Sigmund Freudenberger (ur. 1745), szwajcarski malarz, rysownik i rytownik
- Francesc Agustí (ur. 1753), hiszpański malarz neoklasyczny